# Oksana Liapina
Oksana Vasilyevna Liapina, em russo: Оксана Васильевна Ляпина, (Armavir, 28 de abril de 1980) é uma ex-ginasta que competiu em provas de ginástica artística pela Rússia.
Liapina foi a primeira medalhista russa em uma edição olímpica da ginástica artística feminina. Junto as companheiras Dina Kochetkova, Rozalia Galiyeva, Svetlana Khorkina, Elena Grosheva, Elena Dolgopolova e Eugenia Kuznetsova, foi superada pelas norte-americanas, lideradas por Shannon Miller, conquistando a prata coletiva nas Olimpíadas de Atlanta, em 1996.